# Hong Yong-Jo
Hong Yong-Jo (korejsko 홍영조), severnokorejski nogometaš, * 22. maj 1982, Pjongjang, Severna Koreja.